# Luchon-Superbagnères
Luchon-Superbagnères is een skistation in de Pyreneeën gelegen in de Franse gemeente Saint-Aventin in het departement Haute-Garonne in de regio Occitanie.
De bergweiden van Superbagnères, met een oppervlakte van ongeveer 445 hectare, zijn vanuit de buurgemeente Bagnères-de-Luchon zowel toegankelijk via de departementale weg 46 als via de gondel die naar het resort leidt. Het plateau van Superbagnères is typisch het resultaat van erosie van de rotsen van de omliggende bergmassieven in een semi-aride tijdperk, na een eerdere verzwakking in een tijdperk met warm en vochtig klimaat. In het gebergte van Superbagnères ontstaan meer dan tachtig thermische warmwaterbronnen, met een temperatuur van 22 tot 67 °C, hoog zwavelhoudend en relatief natuurlijk radioactief. Ze worden gebruikt bij de behandeling van aandoeningen van de luchtwegen en reuma.
Het thermisch kuuroord Luchon ligt op een hoogte van 630 meter, het skistation Superbagnères ligt tussen 1.465 en 2125 meter hoogte.

## Wielersport
Op het plateau van het skistation, met een hoogte van 1.800 meter zijn reeds verschillende finishes van de Tour de France georganiseerd. Dit was voor het eerst het geval in 1961 met etappewinst voor Imerio Massignan. In 1962 won Federico Bahamontes in de tijdrit. In 1971 was de Spaanse klimmer José Manuel Fuente de snelste in de kortste wegetappe in de geschiedenis van de Tour de France (19,6 km van Bagnères-de-Luchon). In de Tour van 1979 won Bernard Hinault in een tijdrit tussen Luchon-Superbagnères. In de Tour van 1986, ditmaal in een etappe in lijn, verloor dezelfde Bernard Hinault een groot deel van zijn voorsprong op Greg LeMond in het algemeen klassement. Die laatste won de etappe en zette een grote stap richting de eindzege. In 1989 won Robert Millar de etappe en ontnam Laurent Fignon Greg LeMond tijdelijk de gele trui. Na een zeer lange afwezigheid keerde Superbagnères in 2025 terug in het parcours. De Nederlander Thymen Arensman won de rit door voldoende voorsprong over te houden op Tadej Pogačar.